# Алавиеска
Алавиеска (фин. Alavieska) — община в провинции Северная Остроботния, Финляндия. Общая площадь территории — 253,03 км², из которых 1,66 км² — вода.

## Демография
На 31 января 2011 года в общине Алавиеска проживают 2764 человек: 1405 мужчин и 1359 женщин.
Финский язык является родным для 99,31% жителей, шведский — для 0,25%. Прочие языки являются родными для 0,43% жителей общины.
Возрастной состав населения:
- до 14 лет — 20,59%
- от 15 до 64 лет — 60,35%
- от 65 лет — 19,28%

Изменение численности населения по годам:
| Год  | Численность |
| ---- | ----------- |
| 1980 | 2990        |
| 1990 | 3072        |
| 2000 | 2940        |
| 2010 | 2770        |
| 2011 | 2764        |